# 鈴木道雄 (建設事務次官)
鈴木 道雄（すずき みちお、1933年（昭和8年）11月4日 - ）は、日本の土木工学者、建設事務次官。

## 経歴
1956年（昭和31年）東京大学工学部土木工学科を卒業し、建設省に入省。1988年（昭和63年）建設技監を経て、翌年建設事務次官に就任し、退官した。退官後、日本道路公団総裁を7年間務めたのち、1999年（平成11年）道路環境研究所理事長に就任した。
ほか、土木学会会長、副会長などを務めた。

## 栄典
- 瑞宝重光章[1]